# Kamil Szymura (siatkarz)
Kamil Szymura (ur. 24 stycznia 1999 w Rybniku) – polski siatkarz, grający na pozycji libero.
Jego starszy brat Rafał, również jest siatkarzem.
W połowie kwietnia 2022 został powołany do reprezentacji Polski.
Od października 2021 roku studiuje zarządzanie na uniwersytecie WSZiA (Wyższa Szkoła Zarządzania i Administracji) w Opolu.

## Sukcesy klubowe
Mistrzostwo I ligi:
- 2018

Puchar Polski:
- 2019

Mistrzostwo Polski:
- 2019

## Sukcesy reprezentacyjne
Mistrzostwa Europy EEVZA U-17:
- 2015[6]

Letnia Uniwersjada:
- 2021[7]

Liga Narodów:
- 2023[8]
- 2022[9], 2024[10]